# Круглов, Сергей Геннадьевич
Серге́й Генна́дьевич Кругло́в (род. 26 июля 1966, Красноярск) — русский поэт, публицист, православный священник.

## Биография
Учился на отделении журналистики Красноярского университета, не закончил. Работал в городской газете «Власть труда».
Печатал стихи с 1993 года. В 1996 году крещён, в 1999 году принял сан священника, в 1999−2013 годах служил в Спасском соборе г. Минусинска Красноярского края, в 2013—2016 годах — в Москве, в храме Воскресения Словущего на Успенском Вражке, затем вернулся в Минусинск.
В 2002 году обширная подборка стихотворений Сергея Круглова в антологии «Нестоличная литература» была включена в шорт-лист премии Андрея Белого.
В 2008 году эта премия была ему присуждена за книги «Зеркальце» (2007) и «Переписчик» (2008).
Лауреат премий «Московский счёт» (2009), «Антология» за книгу стихов «Царица Суббота» (2016).
В 2013—2016 годах — автор и ведущий еженедельной передачи о современной русской поэзии «Поэзия. Движение слов» на «Радио Культура». Колумнист ряда православных интернет-изданий.

## Книжные издания
- Снятие Змия со креста. — М.: Новое литературное обозрение, 2003. — 208 с.
- Зеркальце. — М.: АРГО-РИСК; Книжное обозрение, 2007. — 64 с.
- Приношение. — Абакан: Хакасское книжное издательство, 2008.
- Переписчик. — М.: Новое литературное обозрение, 2008. — 288 с.
- Народные песни. — М.: Русский Гулливер, 2010. — 116 с.
- Лазарева весна: стихотворения — Самара: НП "Дом искусств", 2010. — 90 с.
- С.Круглов. Натан. Б.Херсонский. В духе и истине. — Нью-Йорк.: Айлурос, 2012.
- Птичий двор. — М.: Книжное обозрение (АРГО-РИСК), 2013. — 80 с. — (Серия «Малая проза».)
- Усилье Воскресения. — Тюмень: Русская неделя, 2013. — 256 с.
- Стенгазета. — М.: ИД «Слово и дело», 2014
- Движение к небу/ интервью. —   М.: Никея, 2015.
- Царица Суббота. — М.: Воймега, 2016.
- Маранафа — М.: Авигея: Пробел-2000, 2018. —  129 с.
- Про отца Филофила.  — М.: Новое небо, 2018. —  240 с.
- Тысячелетие Битлз — М.: Стеклограф, 2019. — 50 с.
- Про Н., Костю Иночкина и Ностальжи. Приключения в жизни будничной и вечной — М.: Никея, 2021. —  352 с.
- Записки почерком. Times new roman: избранные записи из интернет-дневника  —  Минусинск: Типография "Печать плюс", 2022. —  647 с.
- Лирика. Книга стихов. —  М., Санкт-Петербург: Пальмира, 2022. — 148 с.
- Неделя всех святых: сборник стихов.  —  М.: Свободный писатель: Ярославль: Филигрань, 2022. — 128 с.
- Где соль и мягкая пена: сборник стихов. - М.: Свободный писатель: Ярославль: Филигрань, 2022. — 120 с.
- Натан. Царица Суббота: сборник стихов. - М.: Свободный писатель: Ярославль: Филигрань, 2022. — 104 с.
- Кетчуп на лавровом листе. Заметки о литературе. - М.: Свободный писатель: Ярославль: Филигрань, 2022. — 265 с.
- Веселие человечков: сборник стихов. - М.: Стеклограф, 2023. - 91 с.
- Назад в СССР: сборник стихов. - Тель-Авив: Бабель, 2023. - 110 с.
- День Филонова : сборник стихов. - М. Новое литературное обозрение, 2024. - 203 с.